# Nu héroïque
Le « nu héroïque » est la représentation d'une vertu d'un héros masculin par un nu artistique, fréquente dans les arts de l'Antiquité et du XVIIIe siècle. La vertu ainsi représentée peut être le Vrai, le Beau, le Bien.

## Antiquité
Le « nu héroïque » n'est mentionné par les archéologues et les historiens d'art que pour l'art grec et postérieur, en particulier l'art hellénistique et l'art romain. Cette nudité rapproche le héros des dieux qui, eux, sont traditionnellement figurés anthropomorphes, nus, et munis d'attributs comme le foudre de Zeus, même si ces attributs ont souvent disparu avec le temps.

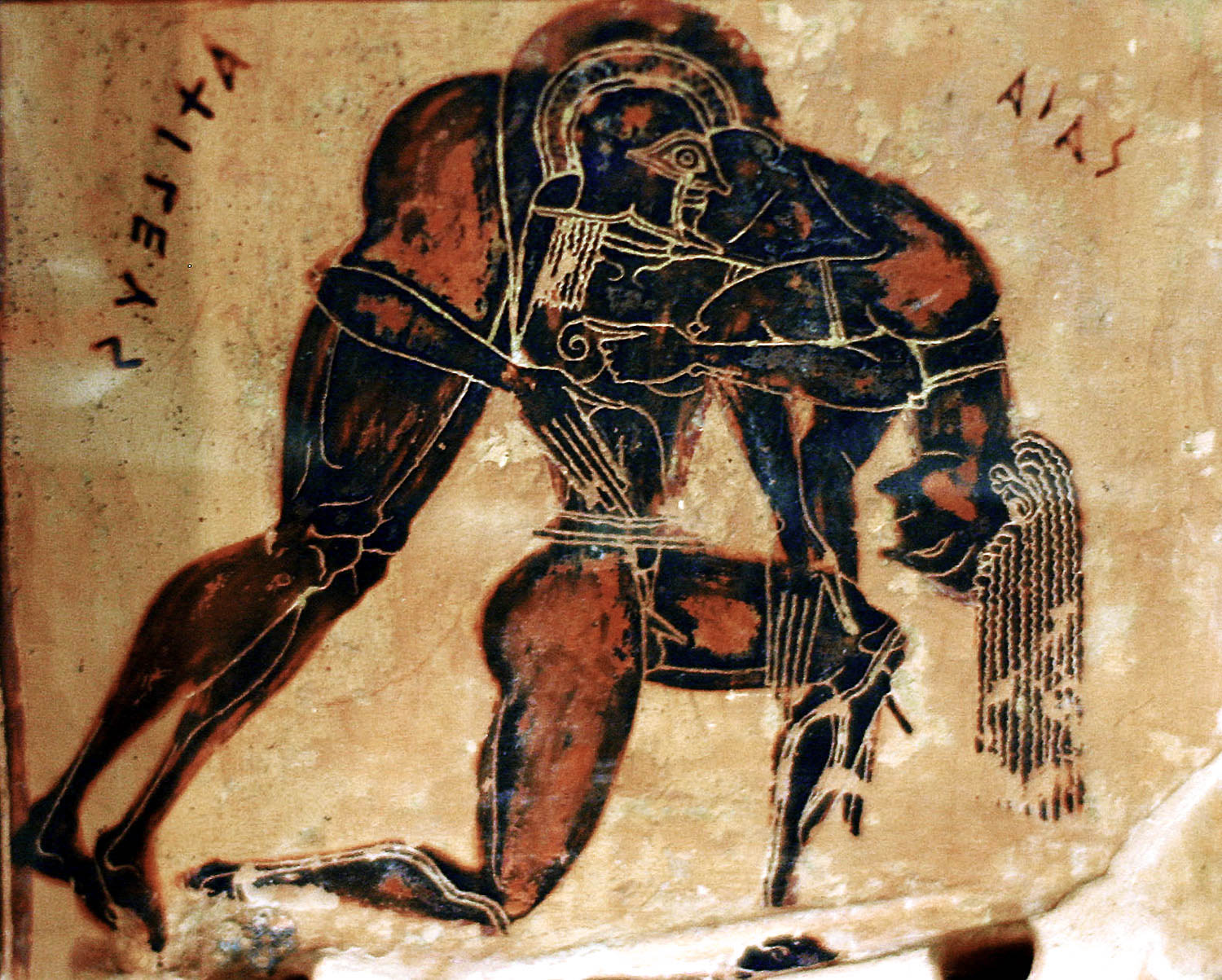
Ajax transportant le corps d'Achille. Vase François, anse, cratère à volutes attique, à figures noires, 570-560. Florence MNArch.

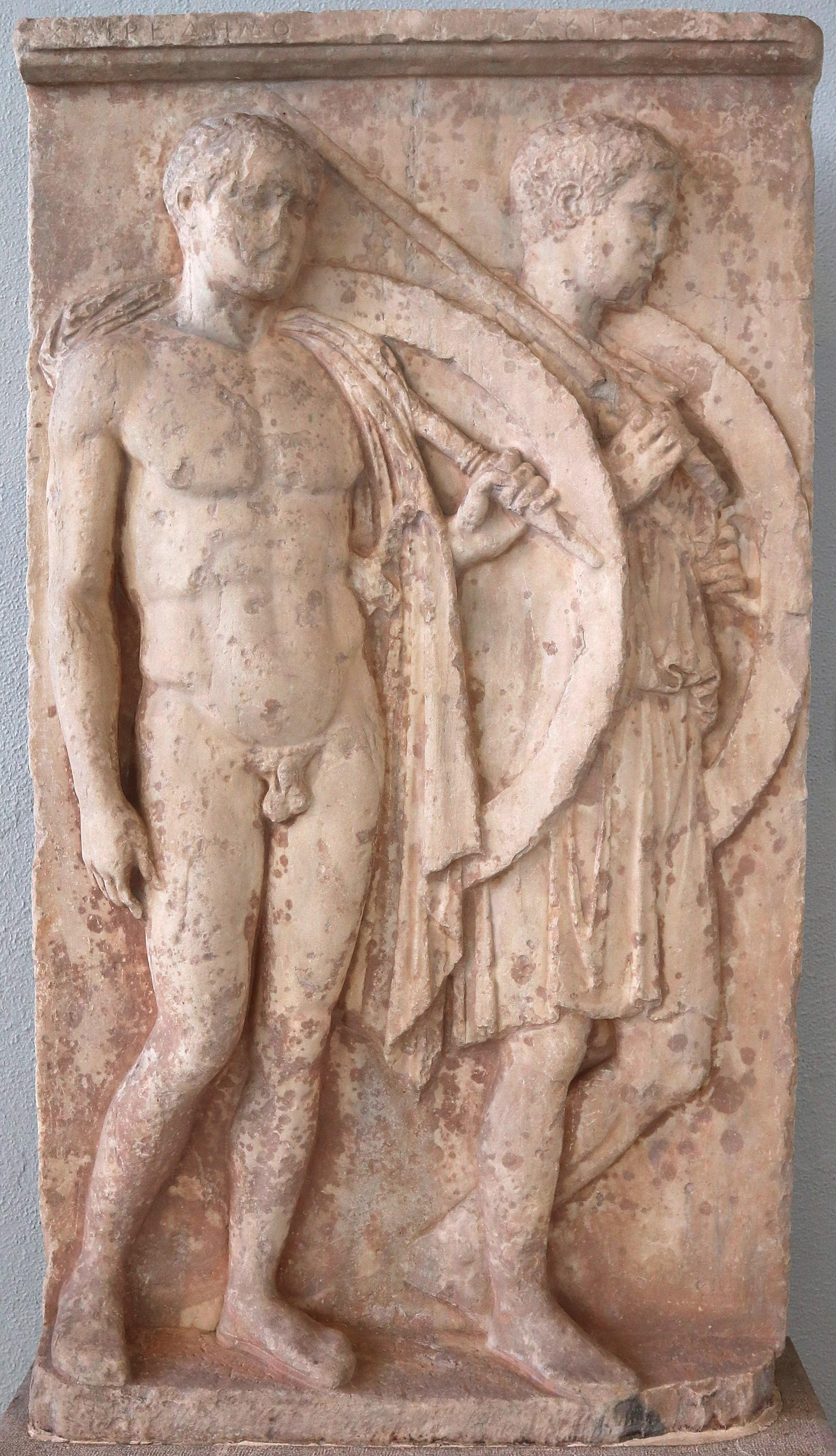
Stèle funéraire de deux hoplites, dont l'un est figuré en nudité héroïque. Musée archéologique du Pirée
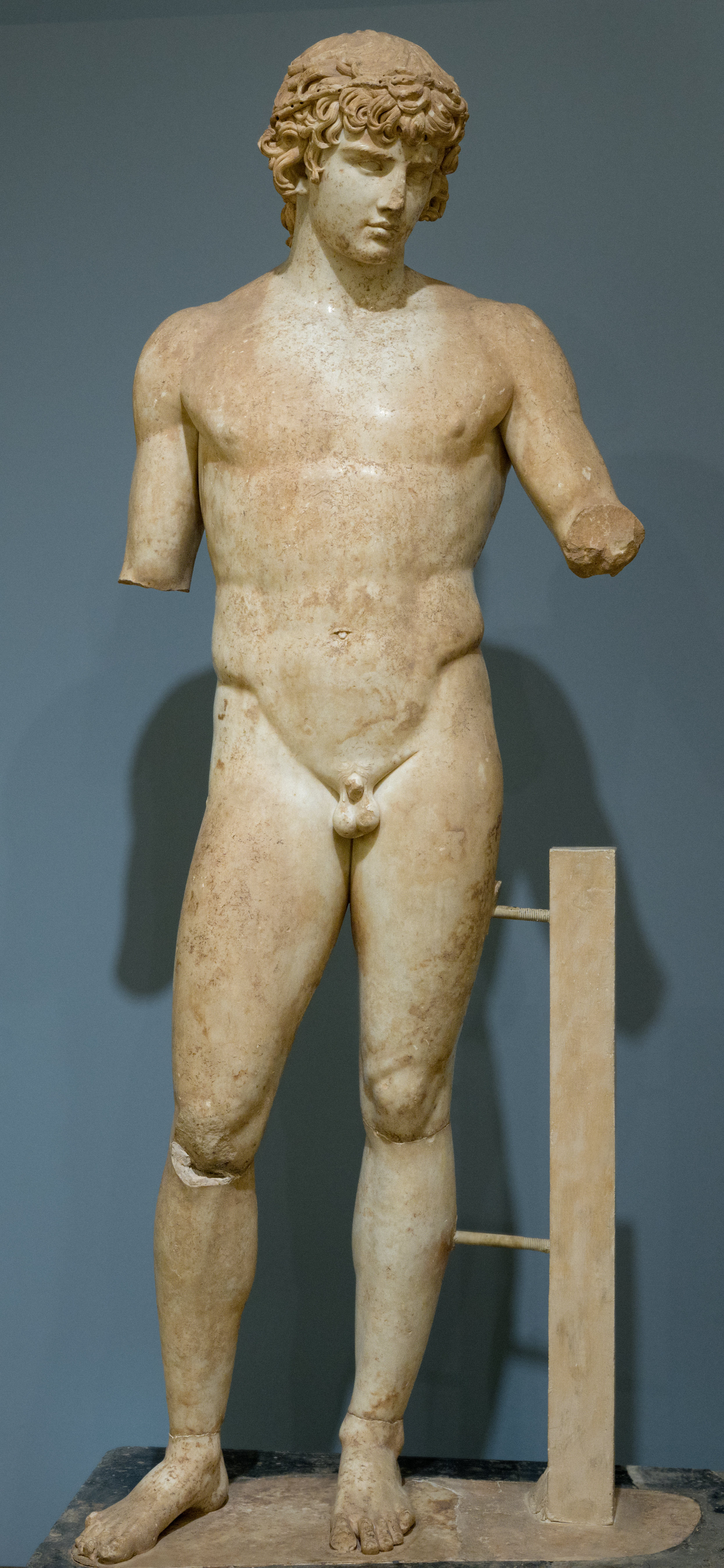
Statue d'Antinoüs héroïsé. Marbre 1,80 m. Musée de Delphes. Marbre 130 EC, époque romaine, dans un « style sévère », grec, du Ve siècle AEC.
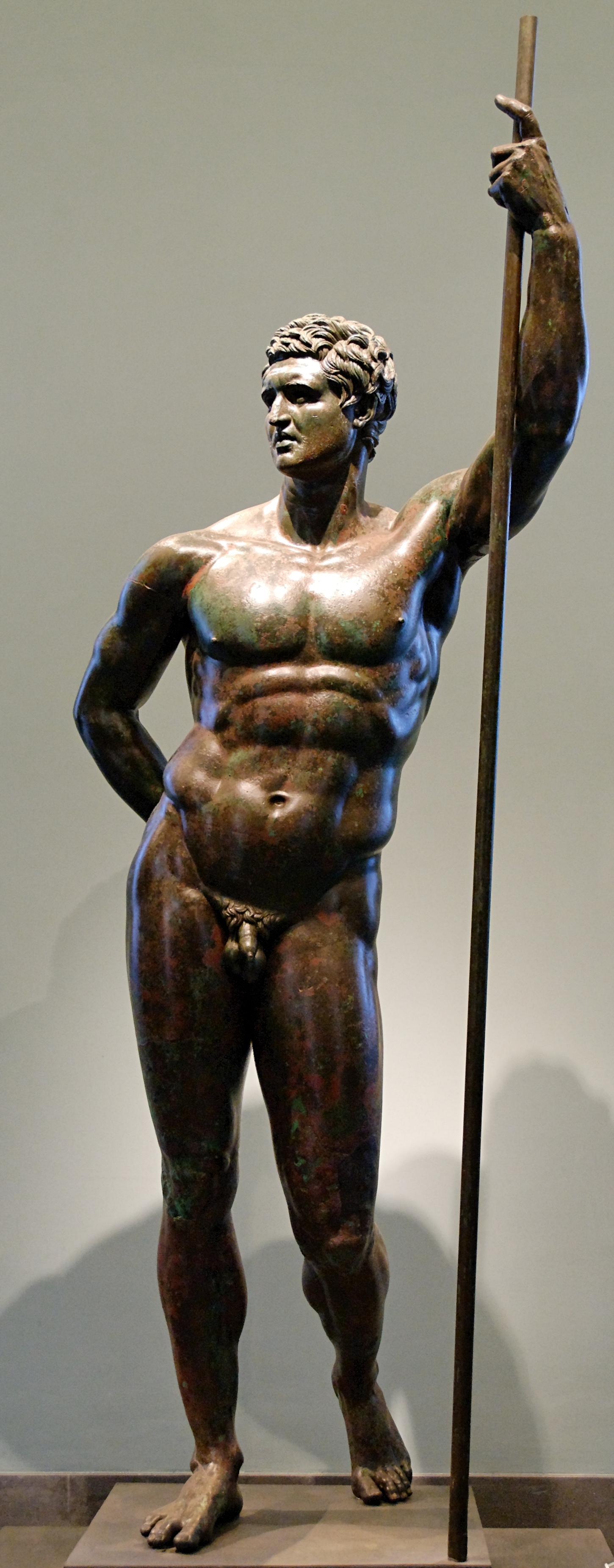
« Dynaste des Thermes », prince séleucide ou Attale II de Pergame (?). Sculpture hellénistique. Bronze, H. 2,20 m. IIIe – IIe siècle AEC. Palais Massimo des Thermes

Dans l'Antiquité grecque, Selon Bernard Holzmann, « [le nu] est un costume qui place le sujet dans un état de surréalité, divine ou bien héroïque, quand il s'agit de personnages honorés ou morts. Le nu héroïque autorise, dans la sculpture, une échelle plus grande que nature, alors que le commun des mortels est représenté à l'échelle naturelle dans l'art grec. Dans la peinture sur vase, le vase François montre le corps héroïque d'Achille, nu, parmi ses compagnons, en costume militaire. En effet pour un grec, il n'y a pas de plus belle mort que la mort au combat, le soldat meurt en héros. Il y donc deux types de héros, ceux de l'épopée - où figure Achille - et les simples soldats morts au combat.
La culture romaine, sous l'Empire plus particulièrement, a fait appel à des sculpteurs grecs dont ils reconnaissaient la supériorité dans le domaine des arts. Au Musée archéologique de Delphes, la statue d'Antinoüs, le favori et amant de l'empereur Hadrien (règne: 117-138) - lequel était passionné de culture grecque - possède un visage conforme aux autres portraits et un corps dans la nudité héroïque. Ce corps suit, d'ailleurs, les proportions et la pose fixées par Praxitèle, au milieu du Ve siècle AEC. Un culte lui a été rendu dans tout l'Empire. Il a donc été non seulement héroïsé mais aussi divinisé. Mais la nudité héroïque a été choisie, parfois, sans autre raison, apparemment, que pour se donner et donner à sa famille, une image valorisante de soi.

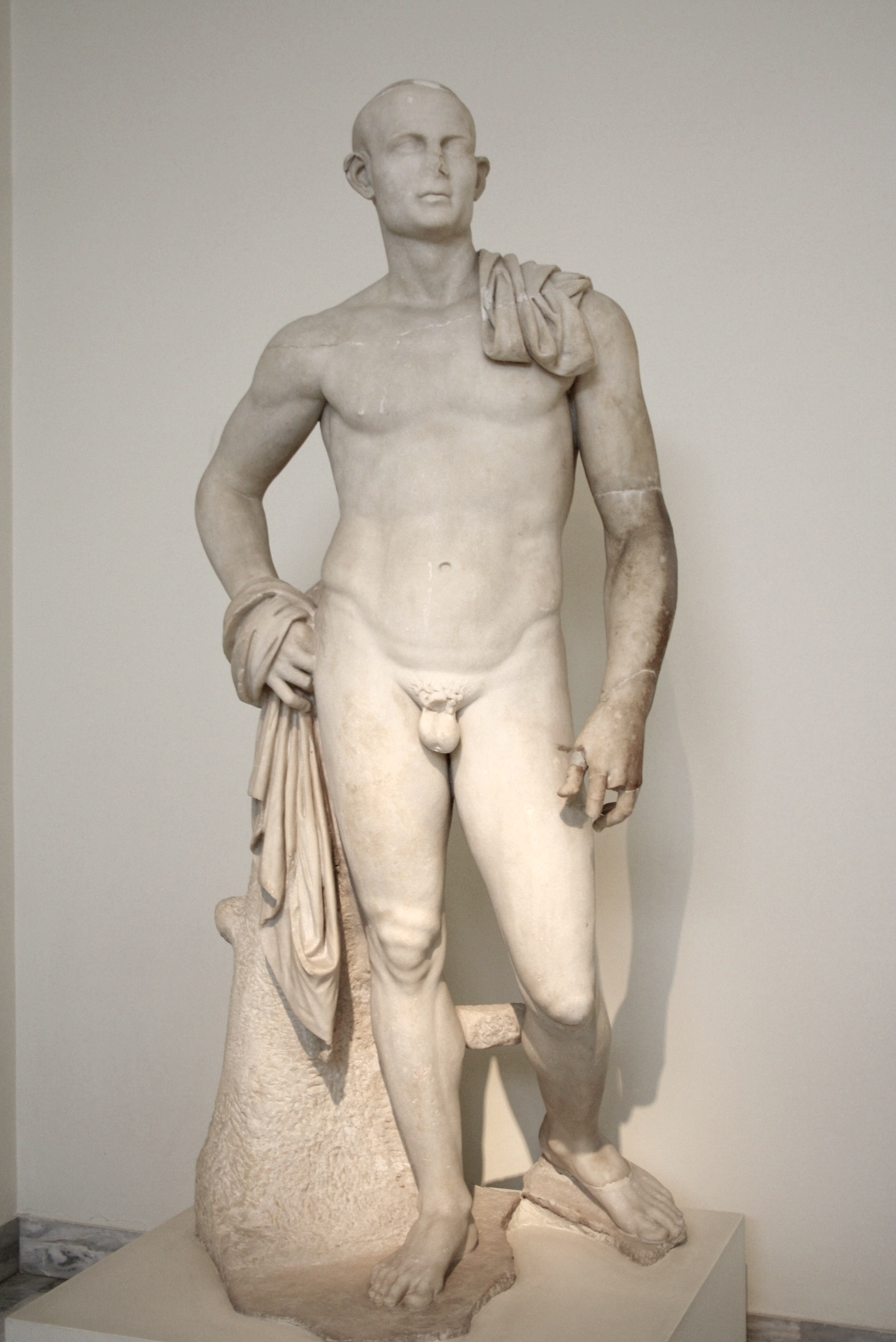
Statue masculine d'un romain. Délos. marbre, H. 2,10 m. Début du Ier siècle AEC. MNArch Athènes
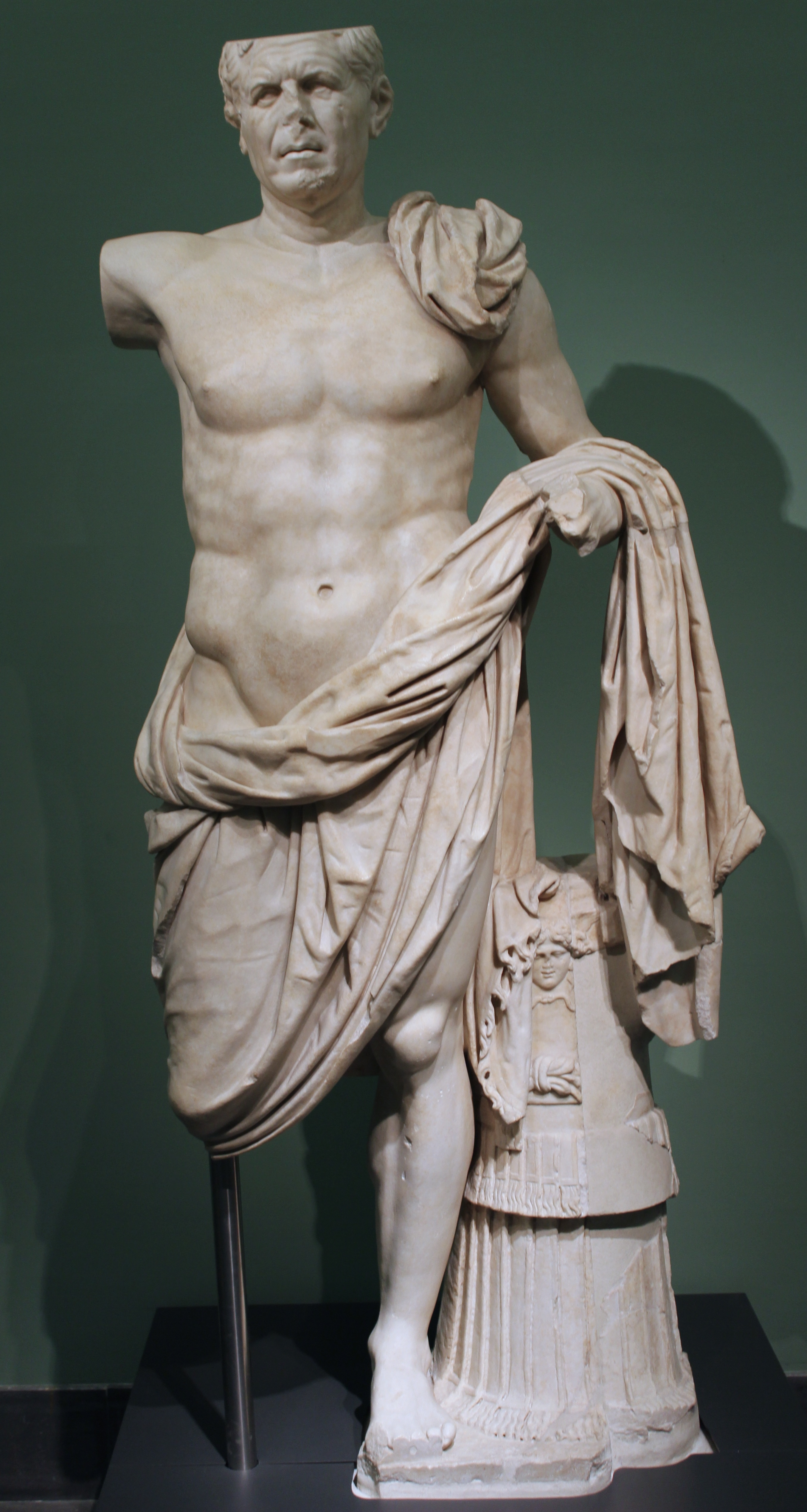
Portrait d'un général dans la nudité héroïque, atténuée par le vêtement militaire. Tivoli. Marbre, H. 1,88 m. Vers 100-75 AEC. Palais Massimo des Thermes

## Époque moderne

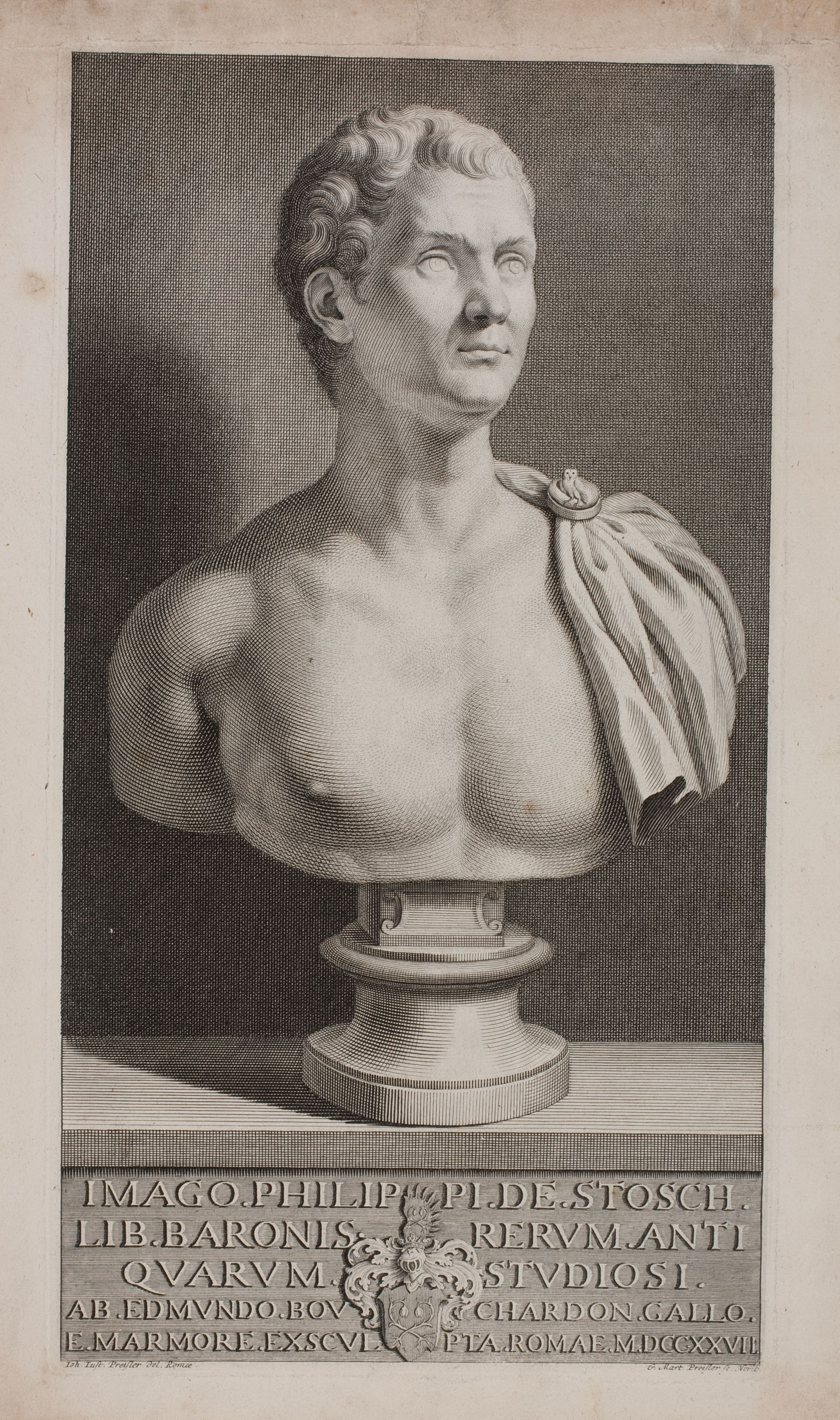
Portrait du baron Philipp von Stosch, nu à l'antique. Marbre à l'échelle naturelle. 1727. Gravure avant 1754
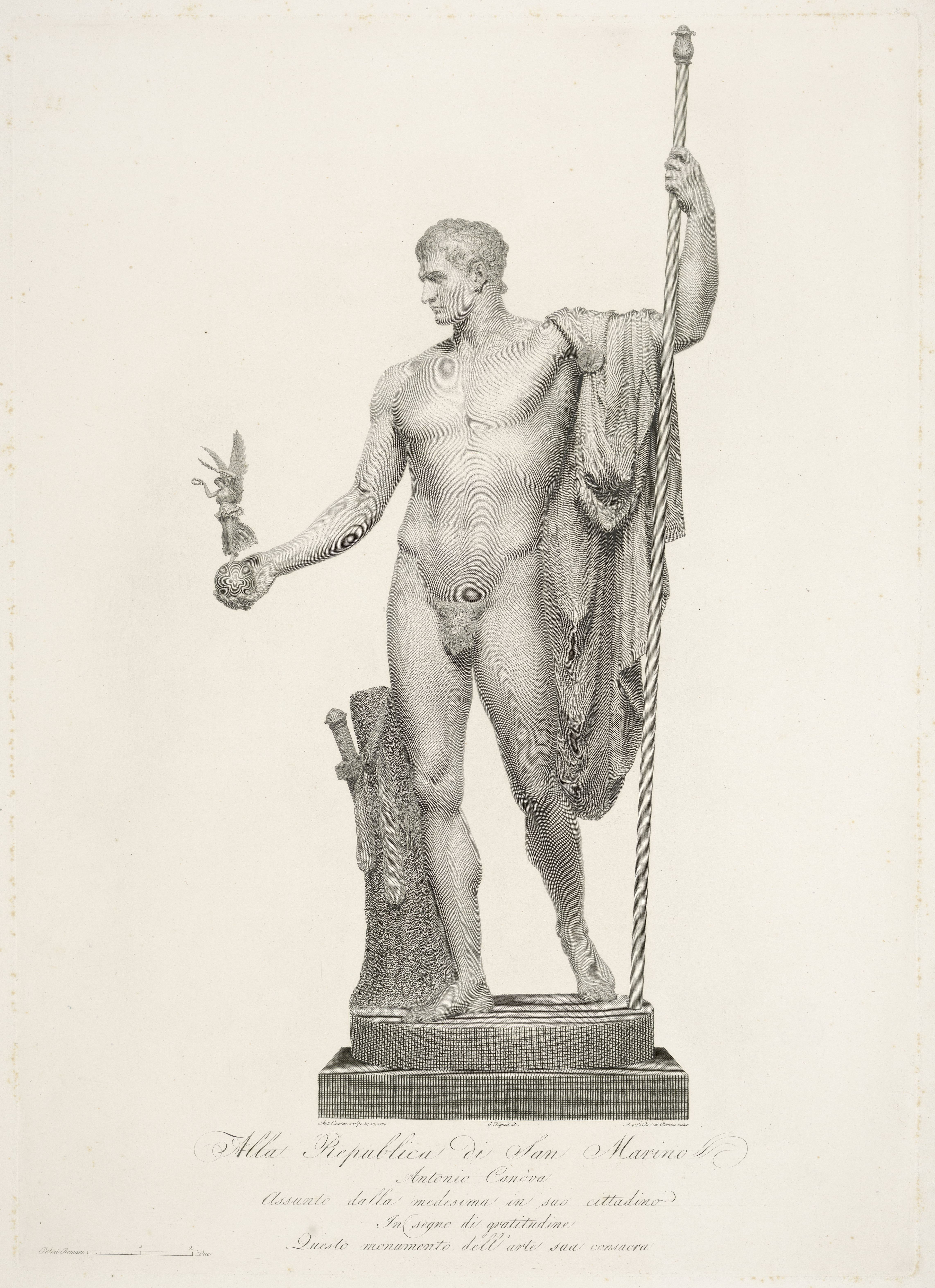
Napoléon en Mars désarmé et pacificateur. Antonio Canova. Marbre, H. 3,45 m. 1806. Apsley House. Gravure d'Antonio Ricciani, début XIXe siècle
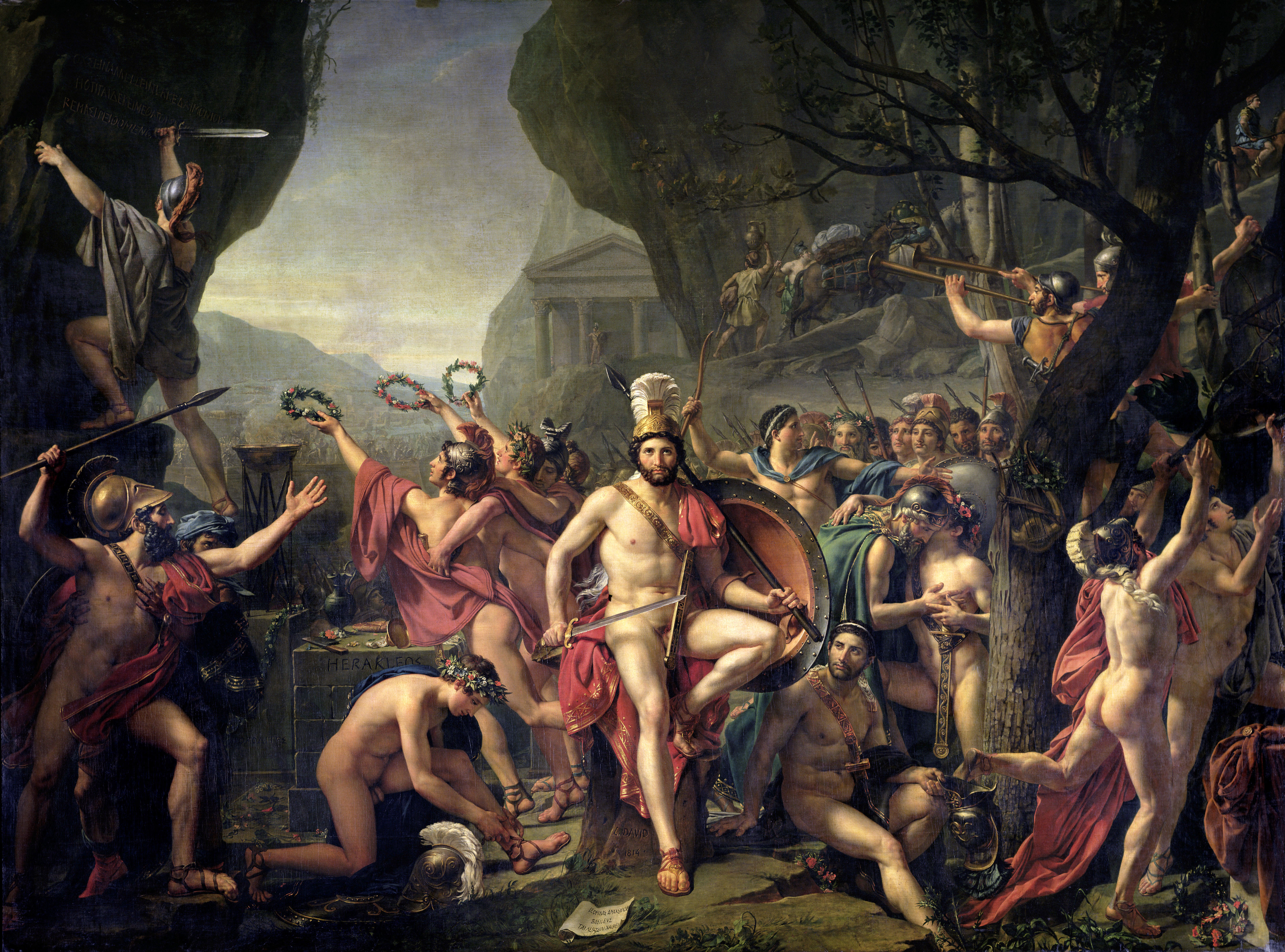
Léonidas aux Thermopyles. Jacques Louis David, Huile sur toile, 3,95 x 5,31 m. 1814. Louvre

Cette métaphore atteignit la représentation des « grands hommes », ceux  dont les actions pouvaient incarner un « état supérieur d’existence ». Le premier buste classique, à l'antique, nu et portant un manteau de général romain sur l'épaule, est celui du baron Philipp von Stosch par Edme Bouchardon, lors d'un voyage à Rome et sur le modèle des nus d'empereurs héroïsés. Deux exemples, un peu plus tard, peuvent être pris dans le style néoclassique qui s'est imposé dans le milieu de l'art à la fin du XVIIIe siècle et au début du siècle suivant : Napoléon en Mars désarmé et pacificateur d'Antonio Canova, réalisé en 1806, et « Léonidas aux Thermopyles » du peintre David (dans le format monumental de 3,95 x 5,31 m), achevé en 1814, juste avant Waterloo.